# Gunnar Berndtson
Pour les articles homonymes, voir Berndtsson.
Gunnar Fredrik Berndtson (né le 24 octobre 1854 à Helsinki – décédé le 9 avril 1895 à Helsinki) est un artiste peintre finlandais.

## Biographie
En 1872, il entre à l'école polytechnique d’Helsinki. Mais dès 1869, encore lycéen il étudie à École de dessin de l'association des arts et de 1872 à 1875 il suit des cours au département de dessin de l'université d'Helsinki (fi).
En 1876, il décide de devenir artiste et il s'installe à Paris où il étudie à l'École des beaux-arts avec Jean-Léon Gérôme et Ernest Meissonier jusqu'en 1882. Pendant ce séjour, il fait partie du groupe d'Albert Edelfelt et est influencé par le style du Salon.
En 1882 et 1883, il vit en Égypte à l'invitation du Baron Alphonse Delort de Gléon. Il peint des portraits et des illustrations pour Le Monde illustré. En 1886, il retourne en Finlande et se marie. En 1889, il reçoit le prix de l'état pour ses peintures de portraits. Il retourne fréquemment à Paris pour exposer au Salon de Paris, où il a toujours grand succès. De 1890 à 1892, il est professeur à l'Académie des beaux-arts d'Helsinki où ses étudiants sont entre-autres Magnus Enckell et Ellen Thesleff.

## Expositions
Ses œuvres sont exposées dans les musées suivants: Ateneum, Musée d'art d'Hämeenlinna, Musée d'art de Turku, Musée d'art de Tampere, Musée d’art de Imatra, Musée d'art Gyllenberg, Musée d'art Gösta Serlachius.

## Quelques peintures

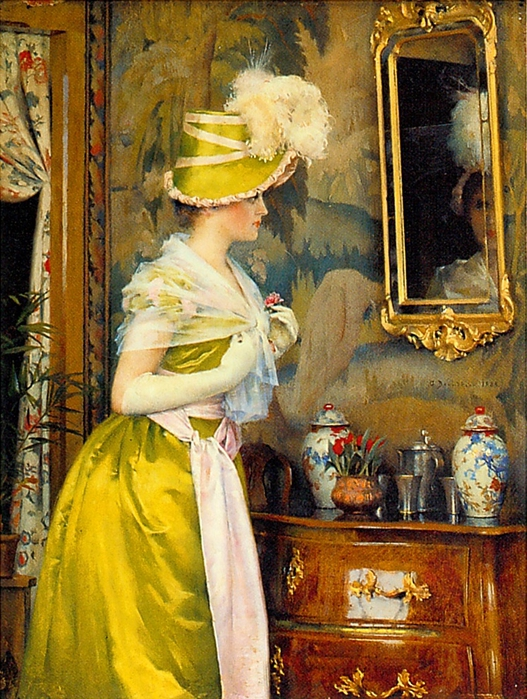
Miroir.
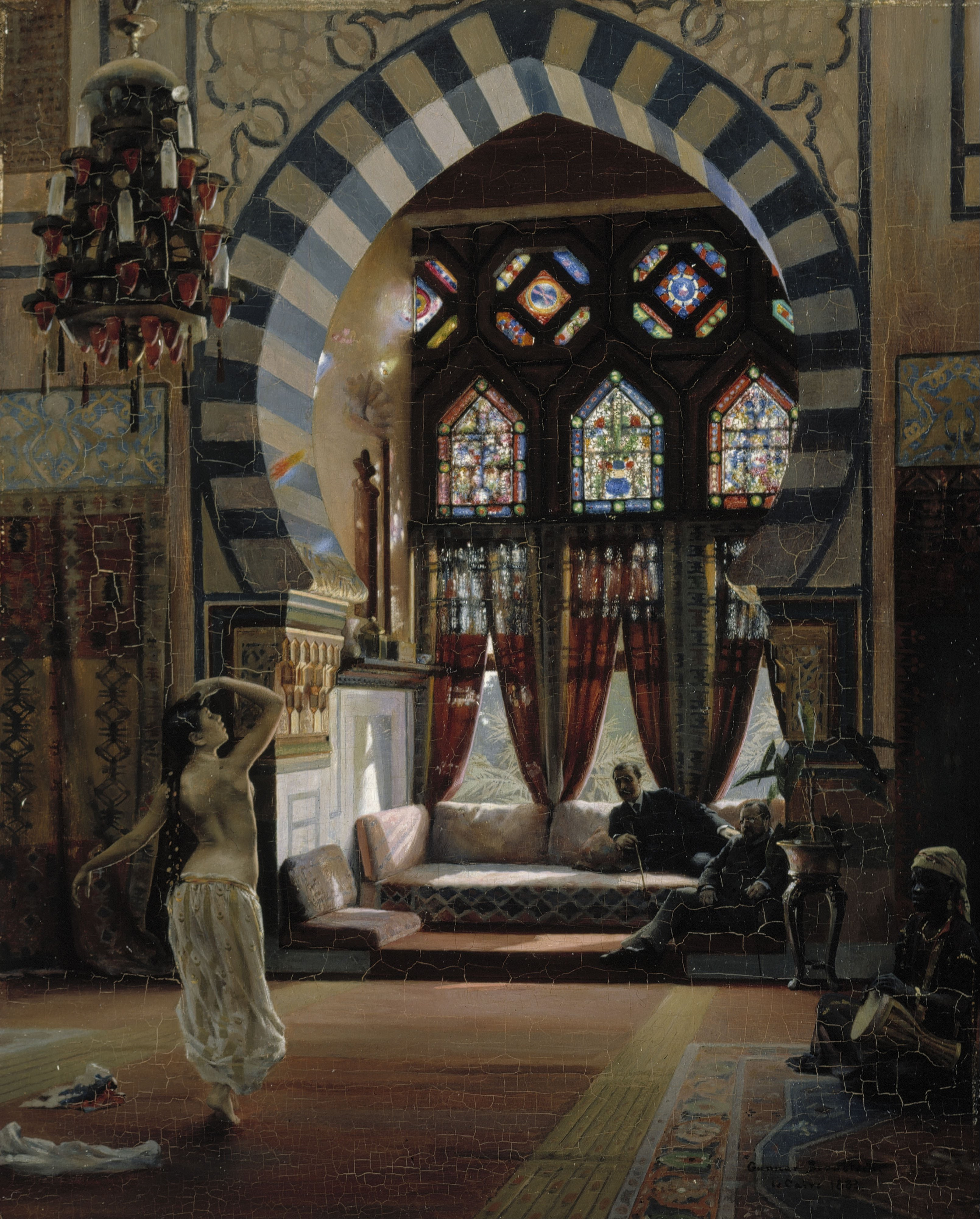
Almée, un danseur Égyptien.
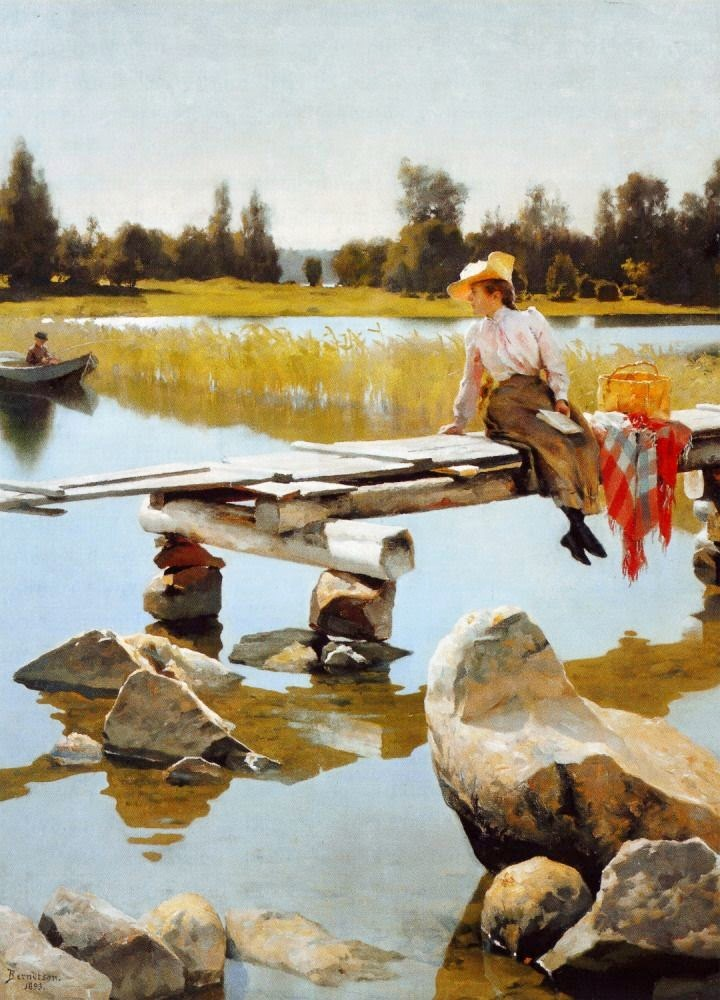
L'été.
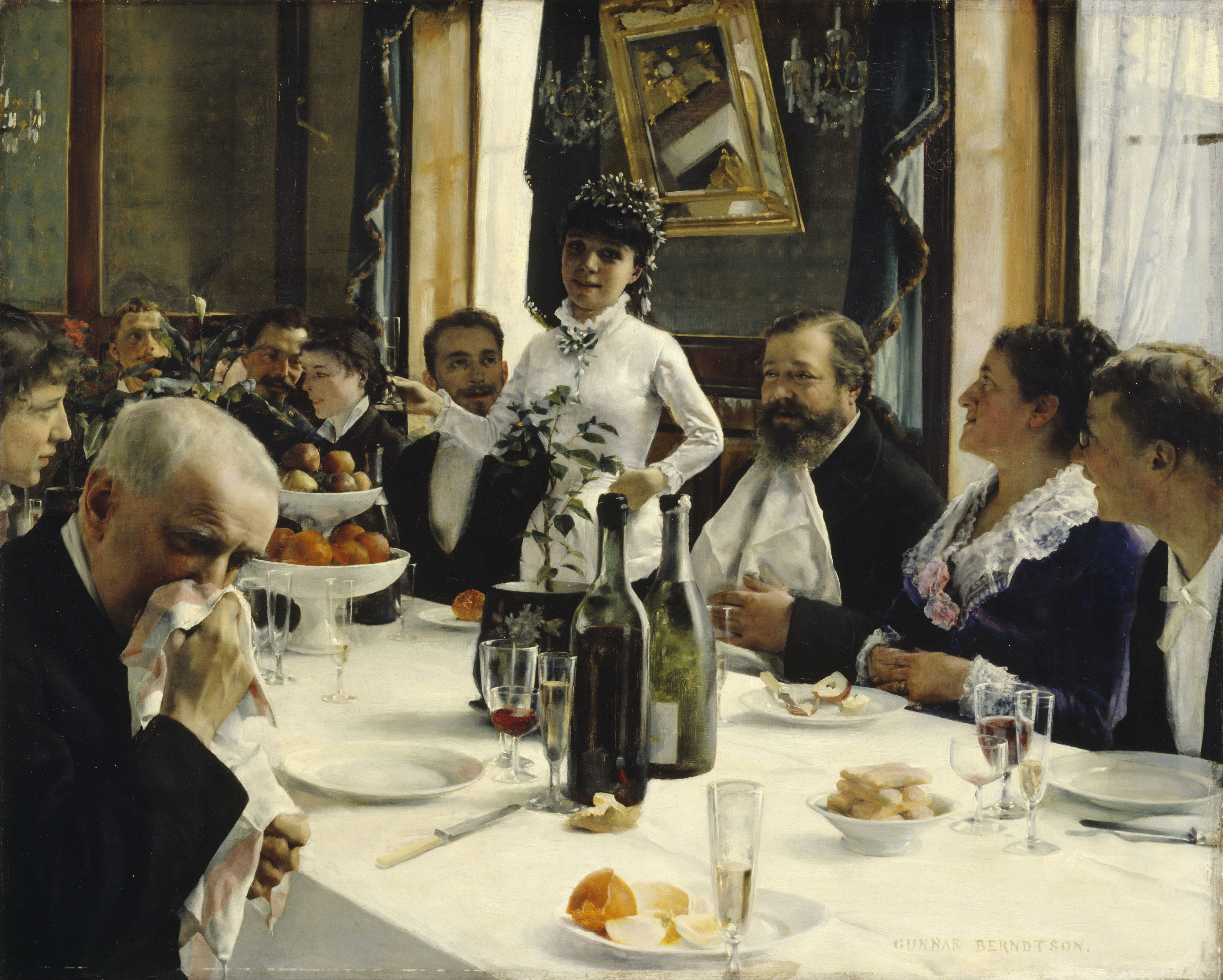
Le chant de la mariée.
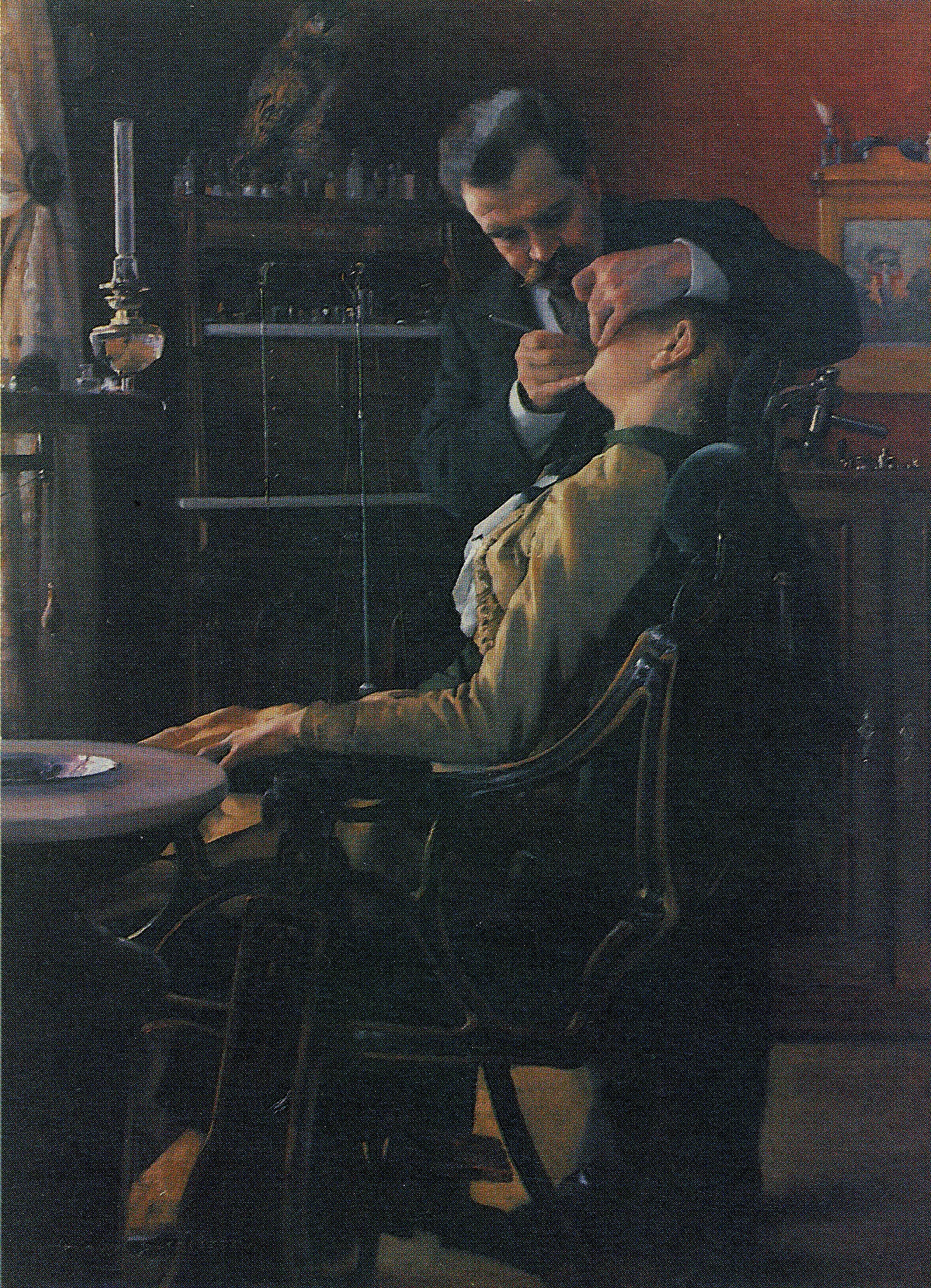
Matti Äyräpää.
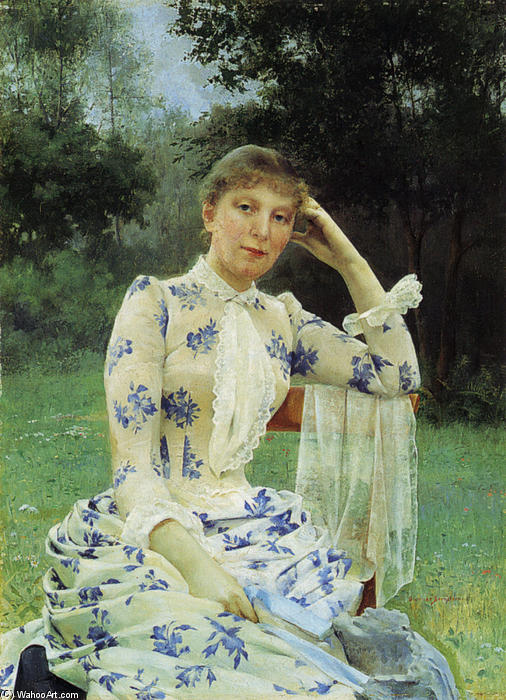
Portrait d'Eva Aminoff.
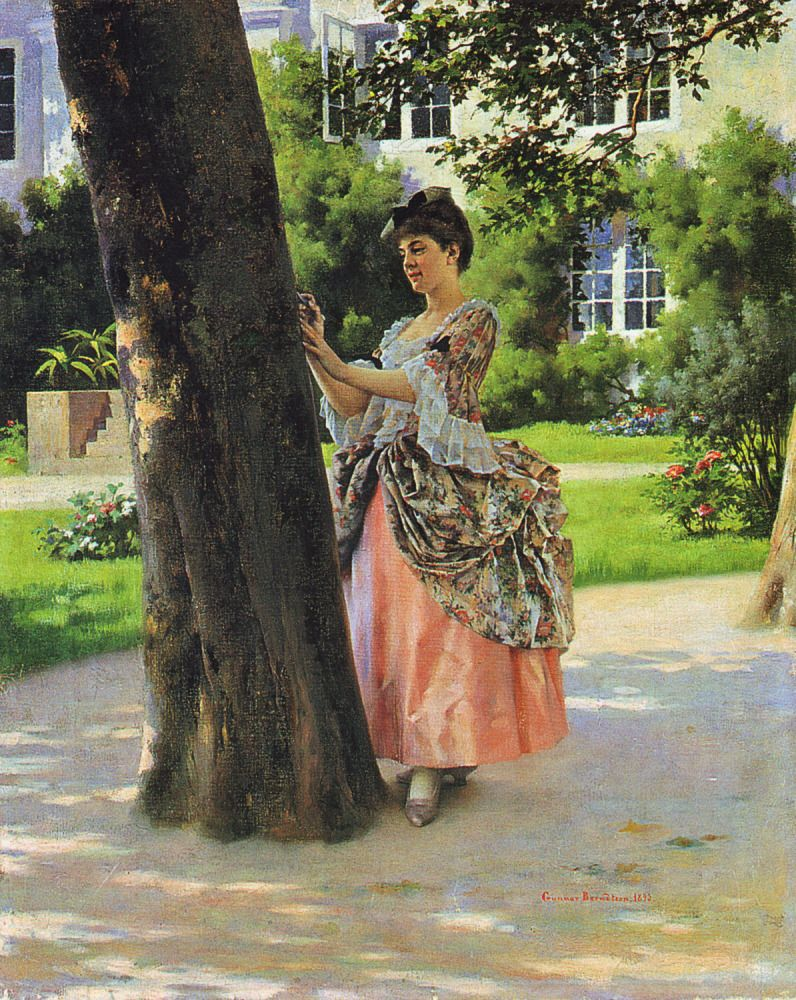
Son Nom.